# Association sportive de Saint-Ouen-l'Aumône
Actualités
L'Association sportive de Saint-Ouen-l'Aumône, abrégée en AS Saint-Ouen-l'Aumône, est un club de football français fondé en 1946 et situé à Saint-Ouen-l'Aumône en Val-d'Oise.
Le club atteint connaît sa plus belle période au milieu des années 2010 durant lesquelles il se hisse à la 2e place de son groupe de CFA2 (5e division) à plusieurs reprises en 2015-16 et 2016-17. Le club est relégué un an plus tard, en 2018. Il évolue par la suite une division en dessous, en Régional 1 Paris Île-de-France (6e division) pendant 5 saisons avant de remonter en National 3 en mai 2023.
L'équipe première est entraîné depuis l'été 2020 par Madny Fofana, ancien défenseur du club et joueur du FC Chambly Oise.
Le rappeur Seth Gueko cite l'ASSOA dans son morceau intitulé "Lève les draps" : "Ça fait zblerx comme un but de l'ASSOA".

## Histoire

### Genèse du club et premiers succès
Ce n'est qu'en 2008 que le club accède pour la première fois en Division d'Honneur, l'élite du football régionale, deux ans après avoir gagné la Coupe de Paris.
Le club se hisse pour la première fois de son histoire en 32e de finales de la Coupe de France en 2009-10 après avoir battu le FC Chambly lui aussi en DH 2-5 puis s'impose devant son public face à Moulins Yzeure qui évolue pourtant en CFA soit deux divisions au-dessus. Le tour suivant, aux 32e de finale, le club reçoit et est éliminé par un club historique, le CS Sedan Ardennes alors pensionnaire de Ligue 2 sur le score de 0-3.
La même saison, les Verts terminent champion de Division d'Honneur mais pour des raisons administratives, la Ligue de Paris retire 4 points au club qui laisse sa place de leader, et donc la montée en CFA2 lui échapper au profit de la réserve du Paris FC.
Le club doit attendre 3 années supplémentaires pour enfin valider une promotion en CFA 2.

### Cinq saisons en CFA2 (2013-2018)
Le club patiente encore trois saisons avant de pouvoir obtenir une remontée inespérée sous les ordres de Christophe Taine. Alors que le club frôlait la relégation l'an dernier en finissant 11e, en 2012-2013, l'ASSOA termine de nouveau en tête de Division d'Honneur et accède cette fois-ci en CFA 2.
Pour sa première saison en CFA 2 l'ASSOA assure son maintien avec facilité et termine à une très bonne 4e place.
Avec le départ de 5 joueurs cadres, la saison suivant est beaucoup plus compliqué pour les Verts. L'équipe doit attendre la 10e journée et la réception d'Évry pour obtenir sa première victoire en championnat, la 16e pour sa seconde, cependant, grâce à 4 autres victoires dans les dernières journées du championnat permettront au club de finir la saison 2014-15 à la 10e place du Groupe C, avec un petit point d'avance sur la réserve de l'US Quevilly. La saison suivante voit le club, alors dans la Poule H, jouer le haut de tableau, grâce à un meilleur début de saison néanmoins marqué d'un manque de régularité. Le club termine cependant la saison 2015-16 à la 2e de son groupe avec 10 longueurs de retard sur la réserve Havraise. Les Verts paient cependant leur manque de régularité puisqu'ils ne font pas partie des quatre meilleurs 2e tout groupes confondus, ils voient ainsi la montée en CFA leur échapper.
Ce scénario se reproduit l'année d'après puisqu'en 2016-17 le club une nouvelle fois second, cette fois du Groupe C, paie un mois de novembre décevant et un nul sur la pelouse de USM Senlis déjà condamnée à l'avant dernière journée et se fait dépasser par l'AS Beauvais Oise. Ne figurant pas parmi les quatre meilleurs 2e, l'ASSOA doit une nouvelle fois renoncer au National 2.
La saison 2017-18 est exceptionnellement difficile pour les Valdoisiens qui enchaînent les déconvenues. Tout au début de saison la DNCG interdit aux Verts de monter à la fin de la saison pour des raisons administratives, le club ne peut donc se concentrer uniquement sur son maintien. Plombé par les pépins administratifs, le club doit attendre la 8e journée pour gagner son premier match, face au FC Gobelins. Trop irrégulier et pas assez solide face à ses concurrents directs, le club est plongé dans la zone rouge. Finalement, incapable de remporter ses 5 derniers matches, l'ASSOA est reléguée en Régional 1 avec un bilan de 5 victoires, 4 nuls et 17 défaites .

### Descente au niveau régional avec de nouvelles ambitions (2018-2023)
Ambitionnant de remonter immédiatement en National 3, le club subit cependant une déconvenue. Devancé par Saint-Denis et le FC Saint-Leu, l'ASSOA doit se contenter d'une 4e place. Les saisons suivantes sont encore plus dures puisque le club affecté par la pandémie de Covid-19 frôle la relégation en Régional 2 à trois reprises, finissant 9e en 2020, et 8e les deux saisons qui suivirent.
Pendant 5 saisons, l'ASSOA ne parvient pas décrocher une montée en National 3. La saison 2022-23 de Régional 1 voit cependant le club assurer sa montée le 3 juin 2023, où Saint-Ouen l'Aumône bat l'Espérance Aulnaysienne 2-1 devant son public. Grâce à cette victoire, le club deuxième du groupe A avec 41 points finit meilleur deuxième des deux groupes confondus et retrouve le 5e échelon du football français après plus de 5 ans d'attente.

### Retour du club au niveau National (2023-...)
De retour en National 3 après 5 années d'attentes, l'ASSOA y est placée dans la poule G du championnat. Pour son match de retour à ce niveau, le club s'impose face au Saint-Amand FC sur le score de 2-1. Il s'impose aussi pour son premier match à domicile, contre l'Olympique Marcquois lors de la 4e journée sur le score de 2-0. Malgré ces résultats encourageants, le club doit batailler pour son maintien, et, à la trêve hivernale, il se place à la 10e position de son groupe, la première non relégable, avec un point d'avance sur l'AFC Compiègne. En parallèle, l'aventure du club en Coupe de France s'arrête dès le 5e tour face à l'ES Viry-Châtillon. À la lutte pour le maintien en championnat, le club sort définitivement de la zone de relégation lors de la 17e journée, à faveur de son succès à domicile face à la réserve du Valenciennes FC (2-1). C'est le 11 mai, lors de la 25e journée, soit l'avant dernière de la saison que Saint-Ouen-l'Aumône assure son maintien en s'imposant sur la pelouse de l'US Pays du Valois.

## Résultats sportifs

### Palmarès
| Compétitions nationales                                                                     | Compétitions régionales                                                                            |
| ------------------------------------------------------------------------------------------- | -------------------------------------------------------------------------------------------------- |
| Compétitions nationales - Coupe de France : - Meilleure performance : 32e de finale en 2010 | Compétitions régionales - Championnat de Paris-Île-de-France (Division d'Honneur - Champion : 2013 |

### Parcours en Coupe de France
Le club atteint pour la première fois les tours fédéraux en 2009-2010, où il bat le FC Chambly au 7e tour, puis Moulins-Yzeure, pensionnaire de CFA aux tirs au but. Les verts reçoivent ainsi pour leur premier trente-deuxième de finale le CS Sedan, club de Ligue 2 au stade municipal de Saint-Leu-la-Forêt. L'ASSOA alors en DH, c'est-à-dire 4 divisions en dessous que les professionnels s'inclinent 0-3 et voient l'aventure s'achever.
Le club désormais en CFA 2 atteint une nouvelle fois le 7e tour, cette fois en 2014-15. L'ASSOA reçoit l'AC Amiens, évoluant en CFA, soit une division au-dessus. Les verts sont contraints de s'incliner sur le score lourd de 0-3 face aux amiénois.
L'édition suivante, en 2015-16, le club retrouve le 7e tour, qui est cette fois un derby du Val-d'Oise contre l'Entente SSG. Les Verts se déplacent au Stade Michel-Hidalgo de Saint-Gratien pour y défier le club de CFA, et s'inclinent avec les honneurs dans un match très disputé qui s'achève sur le score de 3-2 en faveur de l'Entente.

## Entraîneurs
| Période                | Nom                 |
| ---------------------- | ------------------- |
| 2006-2011              | Jean-Marc Sabattini |
| février 2013-juin 2013 | Christophe Taine    |
| 2013-2014              | Jean-Marc Sabattini |
| 2014-2016              | Ali Tabti           |
| 2016-2017              | Emmanuel Trégoat    |
| 2017-2018              | David Remisse       |
| 2018-2020              | Bruno Naidon        |
| 2020-                  | Madny Fofana        |

## Joueurs
| Nom                 | Poste           | A joué à               |
| ------------------- | --------------- | ---------------------- |
| Pierre Issa         | Défenseur       | Olympique de Marseille |
| Grégory Proment     | Milieu défensif | FC Metz                |
| Pierre Ducrocq      | Milieu défensif | Paris Saint-Germain    |
| Pierrick Capelle    | Milieu offensif | Angers SCO             |
| Jimmy Hebert        | Milieu défensif | SM Caen                |
| Axel Ngando         | Milieu relayeur | SC Bastia              |
| Aly Ndom            | Milieu défensif | Stade de Reims         |
| Éric Rabésandratana | Défenseur       | Paris Saint-Germain    |
| Billal Brahimi      | Ailier gauche   | OGC Nice               |